# Julio Rosales y Ras
Julio Cardeal Rosales y Ras (Calbayog, 18 de setembro de 1906 - Cebu, 2 de junho de 1983) foi um cardeal Filipino e Arcebispo de Cebu. Participou de quatro sessões do Concílio Vaticano II dos Conclaves de 1978.